# Štrekljevec
Štrekljevec este o localitate din comuna Semič, Slovenia, cu o populație de 95 de locuitori.